# PZL-106 Kruk
PZL-106 Kruk – jednomiejscowy samolot rolniczy, w konfiguracji dolnopłata z zastrzałami, polskiej konstrukcji i produkcji, opracowany przez zespół konstruktorów, którymi kierował mgr inż. Andrzej Frydrychewicz. Samolot to następca PZL-101 Gawron. W praktyce załogę stanowi jedna osoba, za pilotem znajduje się miejsce dla mechanika, wykorzystywane podczas przebazowań.

## Opis
- Skrzydła i usterzenie o pokryciu duraluminiowym, z elementami krytymi płótnem. Skrzydła wyposażone są w stałe sloty na całej rozpiętości, pod skrzydłem są montowane urządzenia do prac agrolotniczych.
- Kadłub w części przedniej kryty blachą, tył o konstrukcji kratownicowej, wykonany ze spawanych rur stalowych, kryty płótnem.
- Podwozie stałe z kółkiem ogonowym.
- Wymienny moduł w kadłubie, w którym można zamontować: zbiornik do oprysków (na ciecz), opylania (na proszek), rozrzucania nawozów sztucznych (do 1050 kg), kabinę instruktora.

## Historia

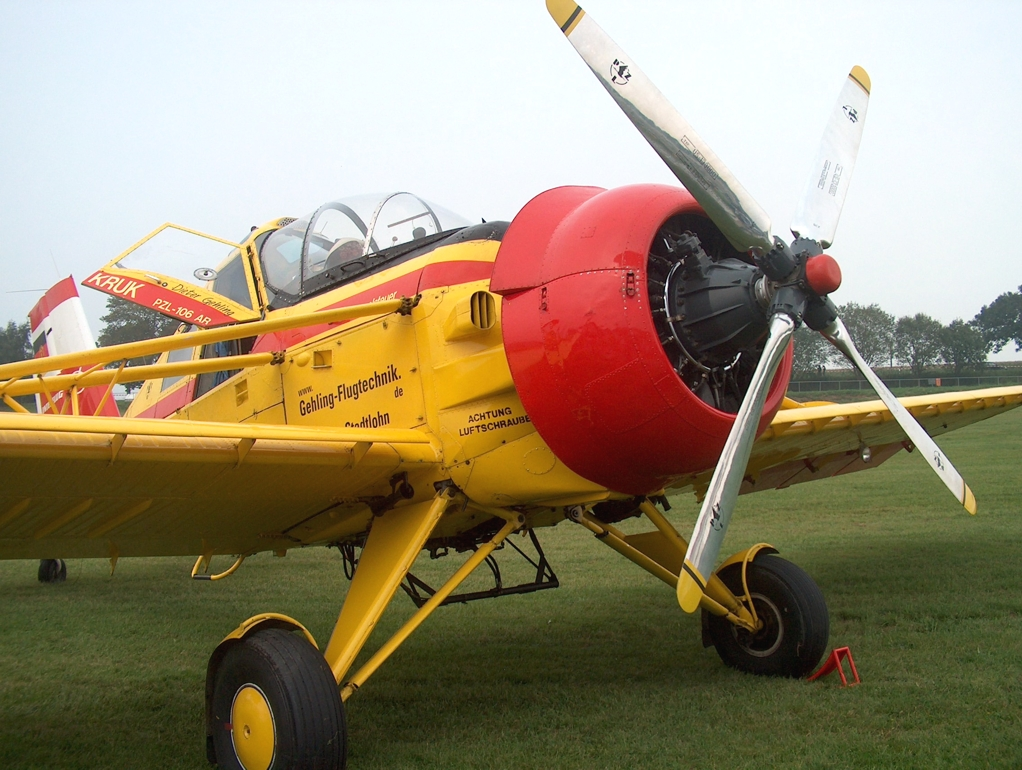
PZL-106 Kruk z zamontowaną dodatkową kabiną

Polscy konstruktorzy poświęcili sporo uwagi bezpieczeństwu pilota i mechanika. Chodziło o zminimalizowanie skutków zderzeń z liniami napowietrznymi i w ogóle zderzeń. Dla zapobieżenia skutkom zderzeń z liniami energetycznymi na podwoziu głównym i przed kabiną zamontowano nóż (gilotynę), a od jego szczytu ponad kabiną do szczytu usterzenia pionowego poprowadzono stalowa linkę odbojowa.
Prace nad projektem „Kruka” rozpoczęły się w 2. połowie lat 60. Był to okres, w którym wykształcała się ogólna sylwetka samolotu rolniczego. Rozważano wtedy układ górnopłatu (o roboczej nazwie „Pelikan”), z układem dolnopłata i różnym położeniu zbiornika na ładunek roboczy. Gdy w USA pojawił się dolnopłat rolniczy ze zbiornikiem umieszczonym przed pilotem (Piper Pawnee), postanowiono przyjąć w Kruku taki, bardzo bezpieczny dla pilota układ konstrukcyjny (w razie przymusowego lądowania ładunek roboczy nie przygniatał pilota, a pilot mający kabinę umieszczoną wysoko dysponował dobrą widocznością). Po przyjęciu tego konkretnego układu dalsze prace przebiegły już szybciej, a trwały one w tym samym czasie, co budowa nieudanego samolotu odrzutowego M-15 Belphegor.
Pierwszy prototyp PZL-106 wykonał dziewiczy lot 17 kwietnia 1973 r., pilotowany przez pilota doświadczalnego mgr inż. Jerzego Jędrzejewskiego. Posiadał on silnik Lycoming o mocy 298 kW, zaś usterzenie poziome było umieszczone wysoko, na szczycie statecznika pionowego. Drugi prototyp posiadał również silnik Lycoming, trzeci gwiazdowy Pratt & Whitney R-1340 oblatany 12 października 1974 r. Ten sam egzemplarz (nr. fabr. 040003) miał później zainstalowany silnik Lit-3S, protoplastę później stosowanego silnika PZL-3S o mocy docelowej 441 kW (bezreduktorowy). Maszyna z tym silnikiem wzbiła się w powietrze 12 lipca 1975 r. pilotowana przez Witolda Łukomskiego. Powstało siedem próbnych egzemplarzy, z czego dwa ostatnie stały się prototypami wersji seryjnej, która otrzymała oznaczenie PZL-106 A – pierwszy egzemplarz seryjny oblatał Jerzy Wojnar 2 września 1976 r., kiedy samolot wszedł do seryjnej produkcji.
W latach 1979–1983 powstały następujące wersje:
- PZL-106 A wyposażony w silnik PZL-3SR z reduktorem oblatano 15 listopada 1978 r.
- PZL-106 AR seryjny, wyposażony w silnik PZL-3SR z reduktorem oblatano 22 grudnia 1978 r.
- PZL-106 AT Turbo Kruk z silnikiem Pratt & Whitney PT6A-34AG oblatano 22 czerwca 1981 r.
- PZL-106 AS z silnikiem ASz-62IR o mocy 736 kW oblatano 19 sierpnia 1981 r.
- PZL-106 B  z przeprojektowanymi skrzydłami i skróconymi zastrzałami oblatana 15 maja 1981 r. Weszła do produkcji w 1984 r.
- PZL-106 BS wersja B z silnikiem ASz-62IR oblatana 8 marca 1982 r.
- PZL-106 BT Turbo Kruk wersja z silnikiem Walter M601D o mocy 544 kW oblatany 18 września 1985 r. (Oznaczana później jako BT-601).
- PZL-106 BTU-34 Turbo Kruk z silnikiem Pratt & Whitney Canada PT6A-34AG z 1998 r.

W 1981 r. wyprodukowano „Kruka” w wersji gaśniczej. Ogółem powstało 266 egzemplarzy PZL-106 we wszystkich wersjach i wariantach. Produkcja samolotu, zaniechana pod koniec lat 80., została wznowiona w 1995 r. Obecnie w produkcji znajdują się wersje BT i BTU.

## Właściwości
Właściwości „Kruka” były wyraźnie uzależnione od wersji i zastosowanego zespołu napędowego.

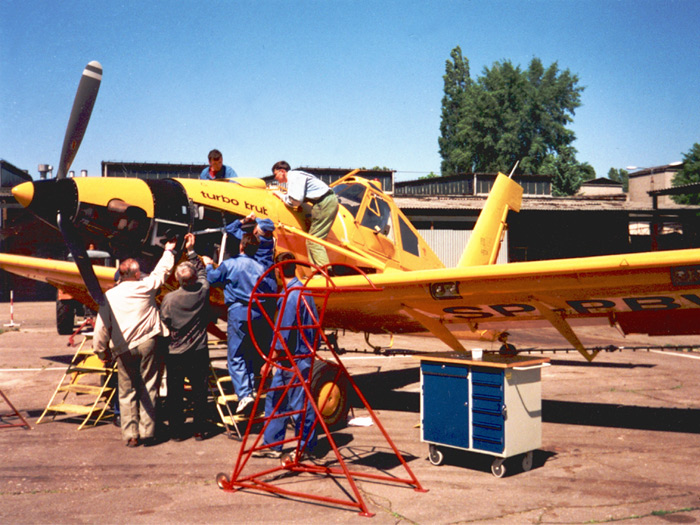
Samolot PZL-106 Turbo Kruk podczas przeglądu

Początkowe wersje, mające silnik bezreduktorowy i śmigło o niewielkiej średnicy – charakteryzowały się dość długim startem i bardzo dużym hałasem podczas lotu. Silnik PZL-3S był pozbawiony masy wyrównoważającej - z tego powodu był awaryjny (nagłe zatrzymanie silnika skutkowało ukręceniem się śmigła z piastą i lądowanie bez udziału silnika). 
Od wersji PZL-106 AR wyposażony w silnik reduktorowy PZL-3SR i śmigło o większej średnicy - cechy lotno-pilotażowe znacznie się poprawiły, Start był krótszy, wznoszenie większe, a awaryjność silników PZL-3SR została usunięta.
Od tego momentu samolot znacznie zyskał w opinii pilotów. Jedyną uwagą była dość mała stateczność podłużna, jednak przy dobrej sterowności nie było to problemem.
Dobra była stateczność boczna, a zwłaszcza korzystne były cechy lotno-pilotażowe przy małych prędkościach i łagodna charakterystyka przeciągnięcia oraz wyraźne dla pilota ostrzeganie przed przeciągnięciem. Pilotaż był niemęczący, samolot miał bardzo dobre opinie wśród pilotów niemieckich (z NRD), gdzie był szeroko stosowany.
Wersja PZL-106 B  z przeprojektowanymi skrzydłami i skróconymi zastrzałami była zasadniczą serią produkcyjną, miała większą prędkość przelotową, co było istotne podczas przebazowania.
Wersja PZL-106 BTU-34 Turbo Kruk z silnikiem Pratt & Whitney PT6A-34AG cechowała się wydłużonym nosem – z uwagi na mały ciężar silnika turbinowego i konieczność zachowania wyważenia. Zwiększona z tego powodu powierzchnia boczna spowodowała konieczność powiększenia (podniesienie) statecznika pionowego celem utrzymania stateczności kierunkowej.